# Kanton Saint-Florent-le-Vieil
Kanton Saint-Florent-le-Vieil (fr. Canton de Saint-Florent-le-Vieil) je francouzský kanton v departementu Maine-et-Loire v regionu Pays de la Loire. Tvoří ho 11 obcí.

## Obce kantonu
- Beausse
- Botz-en-Mauges
- Bourgneuf-en-Mauges
- La Chapelle-Saint-Florent
- Le Marillais
- Le Mesnil-en-Vallée
- Montjean-sur-Loire
- La Pommeraye
- Saint-Florent-le-Vieil
- Saint-Laurent-de-la-Plaine
- Saint-Laurent-du-Mottay